# MÁV-Baureihe Bzmot 601
Als Bzmot 601 wurde der Prototyp von in Ungarn hergestellten und in Malaysia eingesetzten mehrteiligen Dieseltriebzügen bezeichnet, deren Karosserieelemente und Hauptbauteile von den Omnibussen der Serie Ikarus 200 übernommen worden waren.

## Geschichte
Um 1980 suchte der Schienenfahrzeughersteller Ganz-MÁVAG nach Lösungen für ein preiswert und schnell zu fertigendes Fahrzeug mit geringer Masse und langer Lebensdauer, das dennoch Komfort bietet und auch ausländischen Ansprüchen gerecht wird. In Zusammenarbeit mit dem ungarischen Omnibushersteller Ikarus entstand so die einem Omnibus der 200er-Serie entstammende Karosserie, die auf einem in der Schienenfahrzeugfabrik von Ganz hergestellten Fahrgestell aufgebaut wurde.
Im Mai 1983 wurde bei der Budapester Messe ein zweiteiliger Prototyp unter der Herstellerbezeichnung Ikarus 725.00 vorgestellt, der später als Bzmot 601/1 und 601/2 bei den ungarischen Staatsbahnen Magyar Államvasutak (MÁV) eingereiht wurde. Getestet wurde er vor allem auf der Hauptstrecke zwischen Budapest und Székesfehérvár sowie zwischen Vác und Balassagyarmat und in der Umgebung von Veszprém.
1984 besuchte eine Delegation der malaysischen Staatsbahn Keretapi Tanah Melayu Berhad (KTMB) die Volksrepublik Ungarn, weil sie in den 1980er Jahren ein Modernisierungsprogramm ihrer Fahrzeugflotte durchführte und nach modernen Nebenbahnfahrzeugen Ausschau hielt. Zu diesem Zeitpunkt absolvierte bereits ein Triebwagen der britischen Firma BRE-Leyland Versuchsfahrten in Malaysia. Ikarus und Ganz-MÁVAG unterbreiteten der KTMB daraufhin ein Angebot für einen Testbetrieb ihres Prototyps für sechs Monate und nach einigen Anpassungen für das meterspurige Streckennetz Malaysias kam der Bzmot 601/1–601/2 ab Februar 1985 dort im Probebetrieb zum Einsatz. Der Bzmot 601 erwies sich als sehr zuverlässig, auch gegenüber dem britischen Konkurrenzfahrzeug, sodass ein Bahnübergangsunfall Ende Oktober 1985, durch den der Bzmot 601 für mehrere Monate nicht einsatzfähig war, von vielen als Sabotageakt angesehen wurde. Das Fahrzeug wurde jedoch wieder instand gesetzt und auf Wunsch der KTMB weitere vier Monate lang erprobt, wobei es auch von Interessenten aus Neuseeland und Thailand besichtigt wurde. Im Sommer 1986 wurde der Prototyp schließlich nach Abschluss der Probefahrten nach Ungarn zurückgegeben, wo er daraufhin ohne Verkaufserfolg auch in Jugoslawien präsentiert wurde.
Die noch im selben Jahr von KTMB veröffentlichte Ausschreibung für fünf dreiteilige und weitere fünf fünfteilige Einheiten im Gesamtwert von fünf Millionen Dollar gewannen schließlich Ganz-MÁVAG und Ikarus und begannen 1987 mit der Produktion, zunächst mit der der Dreiteiler, dann mit der Fertigung der Fünfteiler. Bei den Motorwagen kamen dabei verbesserte Fahrzeugaufbauten, die für eine günstigere Gewichtsverteilung sorgten und als Ikarus 725.01 bezeichnet wurden, zum Einsatz. Die Mittelwagen ohne Antrieb wurden als Ikarus 722.01, der angetriebene Mittelwagen des Fünfteilers als Ikarus 723.01 bezeichnet. Die Fahrzeuge wurden auch mit einer Mehrfachtraktionssteuerung ausgerüstet, jedoch setzte KTMB sie im planmäßigen Verkehr stets nur einzeln ein.
Die dreiteiligen Einheiten wurden 1988 ausgeliefert, die fünfteiligen trafen bis März 1989 im Hafen von Port Klang ein. Zuvor waren die Triebwagen auf dem Normalspurnetz der MÁV getestet worden, hauptsächlich um die Bahnhöfe Budapest-Józsefváros und Szolnok. Vor der Auslieferung nach Malaysia musste das Spurmaß der Fahrzeuge für das malaysische Meterspurnetz angepasst werden. Für Interessenten aus Südamerika wären die Fahrzeuge auch mit einer Spurweite von 1676 Millimetern (Indische Breitspur) gebaut worden.
Die Laufleistung der Fahrzeuge betrug bis zu 840 Kilometer pro Tag; als nachteilig stellten sich die schwierige Ersatzteilversorgung sowie die fehlende Klimaanlage heraus, obwohl die Öffnungsflächen der Seitenfenster noch größer als bei denen des Prototyps gestaltet worden waren.
Im Jahr 1993 waren noch acht Triebzüge im Einsatz. Mitte der 1990er Jahre wurden die letzten Fahrzeuge ausgemustert; 1996 führten KTMB und Ganz-Hunslet, das Nachfolgeunternehmen von Ganz-MÁVAG, Gespräche über eine Rekonstruktion der Triebwagen, doch es kam zu keiner Einigung. Eine thailändische Baufirma kaufte daraufhin die Fahrzeuge für Gleisbau- und Wartungsarbeiten; 2006 waren einige von ihnen in Saphli (Thailand) abgestellt.

## Ausstattung
Der Aufbau der Fahrzeuge orientierte sich technisch eher an dem der Omnibusse, ebenso die Stirnwand und der Fahrgastraum, welche aber für den Einsatz im Bahnbetrieb angepasst und verstärkt wurden. Die Fahrzeuge besaßen Polstersitze aus dem Fernbusverkehr, eine mechanische Belüftung sowie Schwenkschiebetüren mit elektropneumatischer Betätigung; zudem verfügten sie über eine Toilette und Zugzielanzeiger an den Stirnseiten.

## Weiterentwicklungen

### Bzmot 602
Neben dem Prototyp des Bzmot 601 wurde 1988 ein weiteres zweiteiliges Musterfahrzeug unter der Bezeichnung Bzmot 602‑1 und 602‑2 fertiggestellt. Es besaß eine komfortablere Ausstattung sowie einen klimatisierten Fahrgastraum. Als Fahrzeugaufbauten wurden die als Ikarus 725.01 bezeichneten der drei- und fünfteiligen Serienfahrzeuge des Bzmot 601 verwendet. Der Vorführ-Triebwagen blieb mehrere Jahre im Besitz der Ganz-MÁVAG, ehe er schließlich Anfang der 1990er Jahre neu lackiert und zusammen mit dem Prototyp des Bzmot 601 an einen Golfclub in der Nähe der Stadt Kulai im Süden Malaysias verkauft wurde. Dort liefen beide Fahrzeuge im Gegensatz zu den Drei- und Fünfteilern auch gekuppelt; ihr Verbleib ist unbekannt.

### Ikarus 386
Um 1990 schien eine Marktnachfrage nach einer Weiterentwicklung der Baureihe zu bestehen, sodass sich sowohl Ikarus als auch Ganz-MÁVAG mit Ideen zu möglichen Nachfolgern der Fahrzeugserie befassten. Ganz-MÁVAG plante eine verkürzte, einteilige Variante des ursprünglichen Prototyps, mit einer Stirnwand der Reihe Ikarus 386; jedoch blieben dies nur Entwürfe.